# جی-پاپ
جی-پاپ (J-POP)، کوتاه‌شدهٔ عبارت انگلیسی Japanese pop «موسیقی پاپ ژاپنی») یکی از سبک‌های موسیقی ژاپنی است. امروزه موزیک‌های پاپ ژاپنی توانسته مخاطبان زیادی از سرار جهان کسب کند. گروه‌های موسیقی همچون ای کی بی ۴۸ در ژاپن و خارج از ژاپن طرفداران زیادی پیدا کرده‌اند.  همچنین خواننده جدید ژاپنی به نام کنشی یونز موفق شد بازدید موزیک ویدیو خود را به نام lemon در یوتیوب به بالای ۴۰۰ میلیون بر‌‌‌‌‌‌‌ساند.

## پیشینه
برای اولین بار در سال ۱۹۸۸ واژه «J-POP» توسط هیدئو سایتو (مدیر اداری ایستگاه رادیویی ژاپنی J-WAVE) مورد استفاده قرار گرفت.

## نگارخانه

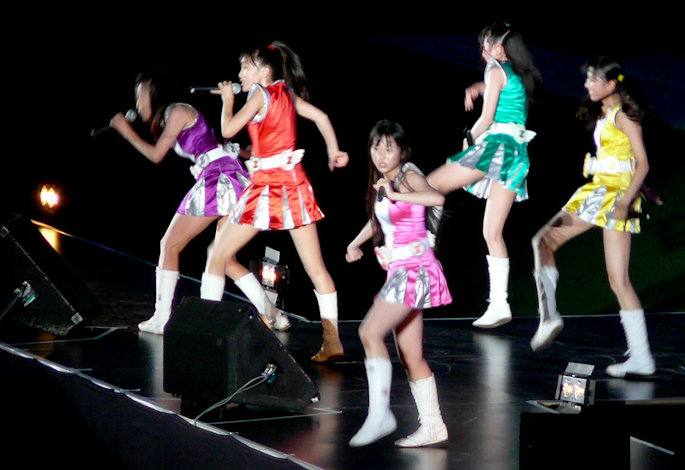
موموئیرو کلوور زد
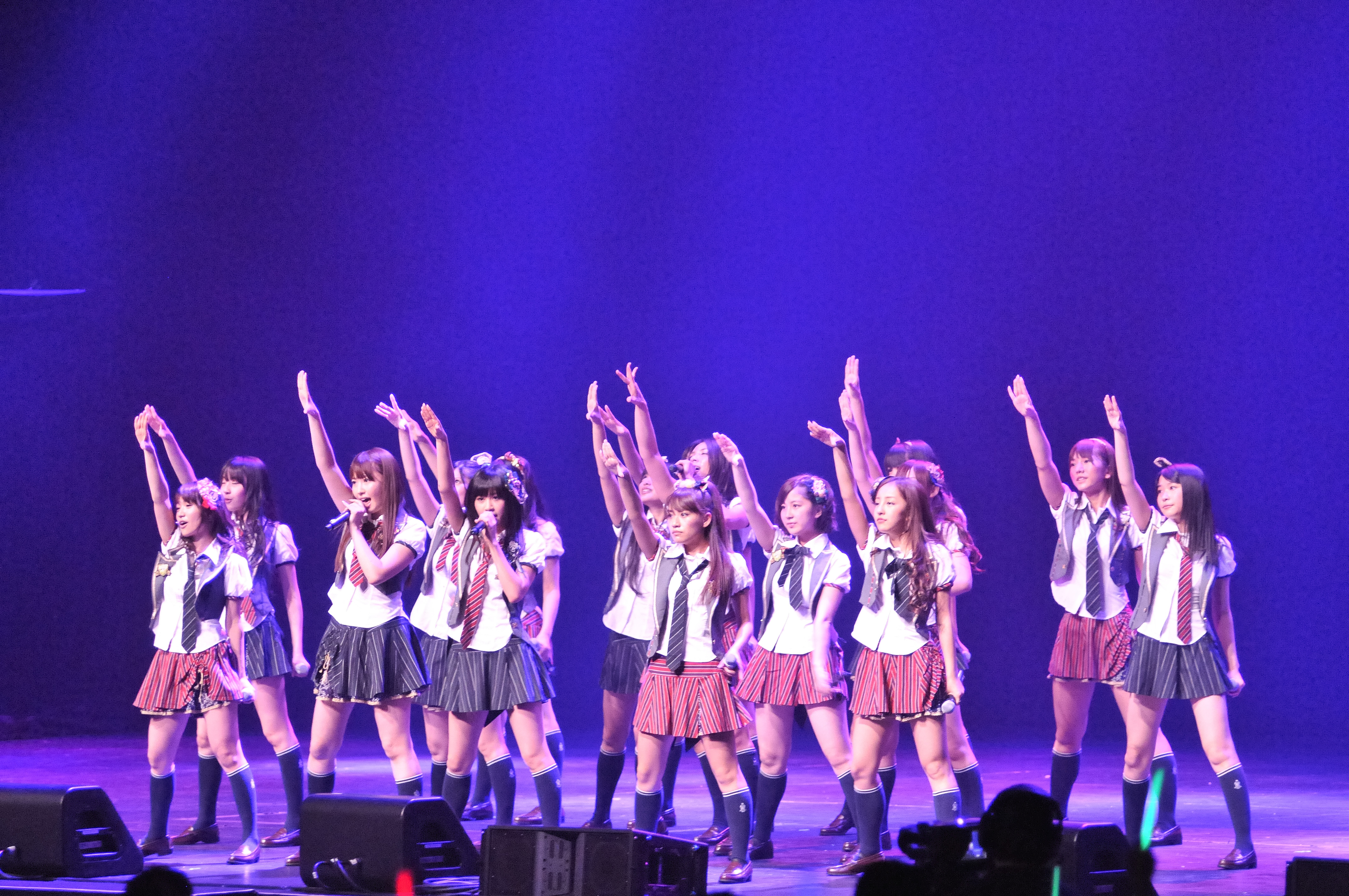
AKB48